# جيمي إدغار
جيمي إدغار (بالإنجليزية: Jimmy Edgar)‏ هو منتج أسطوانات ومغن مؤلف ومغني وكاتب أغاني أمريكي، ولد في 1983 في ديترويت في الولايات المتحدة.

## وصلات خارجية
- الموقع الرسمي
- جيمي إدغار على موقع ميوزك برينز (الإنجليزية)
- جيمي إدغار على موقع أول ميوزيك (الإنجليزية)
- جيمي إدغار على موقع ديسكوغز (الإنجليزية)